# Boophis williamsi
Boophis williamsi é uma espécie de anfíbio da família Mantellidae.
É endémica de Madagáscar.
Os seus habitats naturais são: regiões subtropicais ou tropicais húmidas de alta altitude, campos de altitude subtropicais ou tropicais, rios e florestas secundárias altamente degradadas.
Está ameaçada por perda de habitat.